# حروة لصات (الملاح)

تعديل مصدري - تعديل

حروة لصات هي إحدى قرى عزلة الملاح بمديرية الملاح التابعة لمحافظة لحج، بلغ تعداد سكانها 84 نسمة حسب تعداد اليمن لعام 2004.